# Leutstettener
Le Leutstettener (hongrois : Sárvár) est une race de chevaux de selle d'origine hongroise, autrefois appelée Sárvárer. Déplacée en Bavière, elle y a pris son nom actuel. 

## Histoire
Le Leutstettener provient du haras de Sarvar, en Hongrie, d'où son ancien nom de Sarvarer. La race est issue de croisements opérés au début du XIXe siècle pour fournir la cavalerie, entre des juments locales, et des étalons de race Nonius et Furioso. Plus tard, des Pur-sangs influencent ce cheptel.
Les avancées militaires russes en 1945 entraînent un transfert secret des Leutstettener vers l'Allemagne, à Leutstetten, d'où leur nom actuel. Les animaux ne regagnent leur Hongrie natale qu'en 1980. En 1995, leur nombre est estimé à 300 au niveau mondial.
La race dispose d'un stud-book. En 1997, seuls 14 individus sont recensés. En 2004, le Leutstettener est inscrit comme « race en danger extrême de l'année » à la Gesellschaft zur Erhaltung alter und gefährdeter Haustierrassen (Société de préservation des races animales domestiques anciennes en danger).

## Description
La base de données DAD-IS indique une taille moyenne de 1,55 m chez les juments et 1,65 m chez les mâles. D'après le guide Delachaux, la fourchette de taille va de 1,56 m à 1,58 m.
La tête présente un profil rectiligne, et est surmontée de longues oreilles. L'encolure est longue, le garrot sorti. Les membres sont fins.
La robe est le plus souvent baie sous toutes les nuances ou noire, plus rarement alezane ou grise,. les marques blanches sont rares.
Le Leutstettener est considéré comme sensible et de bon caractère.
La race est gérée par la Deutsche Reiterliche Vereinigung e.V..

## Utilisation
C'est un cheval de selle, réputé pour le cross et l'attelage.

## Diffusion de l'élevage
La race est rare. Au niveau mondial, la population de Leutstettener serait d'une cinquantaine d'individus (2016). La race est élevée en Hongrie et en Allemagne.
Le Leutstettener est considéré comme une race allemande native, indiquée comme rare sur DAD-IS (2018). Les effectifs se trouvent en Bavière, dans le sud de l'Allemagne. En 2016, 22 chevaux de race Leutstettener sont recensés dans ce pays. Le Leutstettener est par ailleurs éligible aux aides financières accordées en Allemagne à la préservation des races menacées (2015).